# Морські терміни (типи кораблів і суден)
У цей глосарій включені терміни, що вживаються для позначення типів кораблів і суден, які (за винятком багатозначних термінів) не увійшли до основної статті Морські терміни

## А
- Аак — однощоглове плоскодонне вітрильне рибальське або транспортне судно, типу баржі, поширене в Нідерландах.
- Аалбоот, аальбоот, аальбот (нід. aal boot, буквально — «вугровий човен») — рибальський однощогловий вітрильний човен, застосовуваний у Нідерландах для лову вугра мережею конічної форми (довжиною близько 27 м.). Мав низький ніс і підняту корму, в середній частині був відсік довжиною — близько 4 м для улову. Довжина — бл. 15 м, ширина — бл. 4,5 м, висота борту — бл. 2 м.
- Аварійно-рятувальні судна, судна аварійно-рятувального забезпечення, судна пошуково-рятувального забезпечення — судна, призначені для порятунку людей, проведення підводних (у тому числі глибоководних) робіт, аварійних буксирувань, гасіння пожеж, дегазації, дезактивації. Термін ширший, ніж рятувальне судно. Поділяються на рятувальні, суднопідіймальні, рятувальні буксири, протипожежні судна та ін.
- Авіаматка[1] — застаріла, початку XX століття, назва авіаносця або гідроавіаносця.
- Авіаносець — військовий корабель, призначений для розміщення, обслуговування, ремонту, зльоту і посадки літаків.
- Авіаносний крейсер — різнорідний за своїми характеристиками тип кораблів, що поєднують в собі елементи крейсерського і авіаційного озброєння.
- Авіатранспорт — спеціальне судно, призначене для транспортування авіаційної техніки, але на відміну від авіаносця, не пристосоване для зльоту і посадки літаків або вертольотів.
- Авізо, авізне судно, посильне судно — невеликий, порівняно швидкохідний військовий корабель, що застосовувався для розвідки і посильної служби в XVIII—XIX ст.
- Автомобілевоз — спеціалізоване суховантажне судно для перевезення автомобілів.
- Автономний підводний апарат — різновид безпілотного підводного апарата, робот, який рухається під водою самостійно без оператора.
- Агебот (від нід. aggeboot, буквально — «припливний човен») — невеликий відкритий човен для прибережного лову креветки на Північному морі.
- Агітпароплав — пароплав, спеціально обладнаний і пристосований для ведення агітаційно-пропагандистської та культурно-освітньої роботи серед населення і військових частин віддалених районів.
- Аеростатоносець — корабель з аеростатом, який, як правило, використовувався для спостереження.
- Азога (від ісп. azogue — «ртуть») — назва іспанських суден, здебільшого галеонів, що перевозили в Америку ртуть для видобування золота і срібла з руд.
- Академічне судно — спортивний вузький подовжений легкий човен з винесеними за борти кочетами (відводами) для весел і рухомими сидіннями (банками). Академічні човни поділюються на навчальні (аматорські) і перегонові. Навчальні човни, як правило, ширше і мають вищі борти.
- Акат — багатозначний термін:
  - Акат, аката, акатій — дво- трищоглове військове вітрильно-гребне європейське судно кінця XVIII — початку XIX століття. Мало до 20 гармат, 10 пар весел, вітрильне озброєння шебеки і легкого фрегата. Довжина близько 29 метрів, екіпаж 100—107 осіб;
  - Акат, акація — давньоримське 1—2-щоглове судно з рейковим вітрильним озброєнням;
  - Акат, акатіум — однощогловий вітрильний човен піратів Античності. Належить до часів Геродота і Фукідіда (V ст. до н. е.);
  - Акат, акатіум — трищоглове вітрильно-гребне візантійське і арабське судно раннього Середньовіччя з чотирикутними вітрилами.
- Аквапед — засіб індивідуального пересування під водою, оснащений гребним гвинтом, що приводиться в рух м'язовою силою водолаза.
- Акваплан — спортивно-розважальний засіб у вигляді буксированої по поверхні води глісуючої дошки.
- Актуарія — тип римської галери, призначений для розвідки, служби як авізо, постачання і парадних виїздів.
- Аламан, турецька назва аламана кайгху (кайгхи), болгарська назва аламаната — гребний кільовий безпалубний риболовецький човен у Чорному і Мармуровому морі. Російські та болгарські аламани, на відміну від турецького, мали на баку і юті палубу і оснащувалися знімною щоглою з невеликим прямим або латинським вітрилом. Довжина 9—14 метрів, вантажопідйомність 4—6, 5 тонн, 6—12 пар весел. У 1920—1950-х роках мали двигуни. Пізніше витіснені сейнерами.
- Алваренга — моторний і вітрильно-моторний бот у Бразилії.
- Але́ж (фр. allège від alléger — «полегшувати»; буквально «ліхтер») — невелике французьке судно XIX століття, що застосовувалося для розвантаження суден.
- Амурський човен — великий плоскодонний човен з гострим носом і тупою кормою, поширений на нижньому Амурі і острові Сахалін. Розміри були різними, довжина в середньому 6—7 метрів.
- Амфідрома, амфіпрора (грец. αμφί- — «обабіч» і δρόμος — «біг») — вітрильне судно XVIII століття, корпус і такелаж якого зроблені таким чином, що на судні можна було ходити як вперед, так і назад. Іноді амфідромної форми будувалися і корвети для спеціальних завдань.
- Анан — каное індіанців Латинської Америки з кори бука. Довжина 4—8 метрів. При попутному вітрі встановлювалася щогла з прямокутним вітрилом. Застосовувалися до кінця XIX століття.
- Ангелкан (нім. Angelkahn, від Angel — «вудка» і Kahn — «човник») — вітрильне однощоглове кільове риболовецьке судно Східної Пруссії. Використовувалося для лову риби мережею. На щоглі встановлювалося пряме вітрило. Довжина 10-12 метрів, висота щогли — до 13 метрів.
- Анлезе — африканське риболовецьке каное, видовбане зі стовбура дерева, невелика ахіма.
- Аньяпік — див. Уміак.
- Апо́фо — риболовецьке каное жителів Берега Слонової Кістки (Кот-д'Івуар), видовбане зі стовбура дерева. Має щоглу з вітрилом прямокутної форми.
- Ар-нохь — риболовецьке каное ненців узбереж Печорського моря і острова Колгуєв у XVIII — початку XX століття. Мало набірний корпус, обшитий шкурами моржів і нерп. Довжина 2,5—3 метри.
- Артилерійський катер — клас швидкохідного маломірного бойового корабля, основною зброєю якого є артилерійські системи.
- Атомохід, атомне судно — загальна назва суден з атомною енергетичною установкою (АЕУ).
- Ахі́ма — африканське риболовецьке каное, видовбане зі стовбура дерева. Має щоглу, прямокутне плетене вітрило і бушприт. Довжина 3—9 метрів.
- Атакебуне — великий японський бойовий корабель XVI—XVII століть.

## Б
- Багала — арабське велике торгове вітрильне судно з косим вітрильним озброєнням, різновид дау.
- Багатокорпусне судно — судно, корабель або катер, що складаються більш ніж з одного водотоннажного корпусу. Використовуються судна з двома корпусами (катамарани), з трьома (тримарани), чотирма (квадримарани), п'ятьма (пентамарани).
- Бадан — невелике арабське вітрильно-весельне однощоглове безпалубне судно з косим вітрильним озброєнням, що було поширене в Перській і Оманській затоках, різновид дау.
- Бадра — австралійське каное, видовбане з дерева.
- Базний транспорт — клас кораблів Військово-Морських сил, призначений для комплексного забезпечення висадки морського десанту на необладнане узбережжя. Вперше був використаний російським військово-морським флотом під час Першої світової війни.
- Байдак — річкове плоскодонне однощоглове дерев'яне судно.
- Байдара — термін, що має кілька значень:
  - Байдара — обшитий шкірою великий промисловий човен на річках і морях Західної Азії та Далекого Сходу;
  - Байдара — весловий чи вітрильний рибальський і вантажний човен, поширений на Чорному, Азовському і Каспійському морях.
- Байдарка — радянська назва спортивного човна типу каяк, поширена в часи СРСР.
- Балкер — різновид суховантажа, призначений для перевезення навалювальних вантажів.
- Балтійський кеч — тип торгового вітрильного судна для прибережних перевезень, що був поширений на англійському узбережжі Північного моря.
- Бальсовий пліт — пліт зі стовбурів бальсового дерева, що застосовувався індіанцями західного узбережжя Південної Америки для прибережного океанічного плавання.
- Бальса — традиційні очеретяні човни, збудовані з куги, що використовуються індіанцями народностей уру та аймара на високогірному озері Тітікака на кордоні між Перу та Болівією.
- Банк, банкер — рибальське судно, зайняте промислом тріски на банках острова Ньюфаундленд.
- Бантинг — різновид вітрильних транспортних суден, поширений на південному сході острова Суматра і на острові Ява.
- Баржа — плоскодонне несамохідне або самохідне вантажне судно із спрощеними обрисами корпусу.
- Барк — велике вітрильне судно з прямими вітрилами на всіх щоглах, окрім кормової (бізань-щогла), на якій розташовані косі вітрила.
- Барка — річкове несамохідне вантажне судно, що буксується за допомогою людської, кінної, а пізніше — туєрно-ланцюгової тяги.
- Баркас — термін, що має кілька значень:
  - Баркас — велика шлюпка (судно), довжиною від 9 до 12 метрів для перевезення команд суден і вантажів в порту;
  - Баркас — дерев'яна несамохідна річкова баржа вантажопідйомністю 20—100 тонн;
  - Баркас — допоміжний пароплав або теплохід, який використовують для буксирування суден в порту та для дрібних перевезень.
- Баркентина, шхуна-барк — три-п'ятищоглове (іноді шестищоглове) морське вітрильне судно з косими вітрилами на всіх щоглах, крім носової (фок-щогли), яка несе прямі вітрила.
- Бат — великий човен-довбанка у народів нижнього Приамур'я і Сахаліну.
- Батарейний панцерник — панцерник з розташуванням головного озброєння на гарматних палубах.
- Батарейний пліт — несамохідна плавуча артилерійська батарея.
- Батель — назва кількох різновидів малотоннажних вітрильних суден:
  - Батель, батиль — вид традиційного арабського дау середніх розмірів, характерного для країн Перської затоки;
  - Батель — малий прибрежний вітрильник Каліфорнії;
  - Батель — малий човен з вітрилами або без них для прибрежного рибальства в Іберійському регіоні.
- Батеяра — вітрильно-гребне однощоглове рибальське судно на Каспійському морі.
- Батиплан — неавтономний підводний апарат, який використовує для занурення гідродинамічну силу «підводних крил» замість баластних цистерн.
- Батискаф — автономний (самохідний) підводний апарат для океанографічних та інших досліджень на великих глибинах.
- Батисфера — глибоководний апарат у формі кулі, що опускається на тросі під воду з базового судна.
- Баштарда, бастарда, пастарда — один з різновидів великих турецьких галер.
- Баштове судно, баштово-палубне судно — різновид вантажних суден кінця XIX століття з палубою без сідлуватості і суцільною надбудовою.
- Баштовий фрегат — броненосний корабель з баштовою артилерією для прибережних бойових дій.
- Бедар — назва різноманітних човнів з джонковими вітрилами, які будуються переважно в малазійському штаті Тренгану.
- Белітунзький корабель — арабський або індійський зшитий корабель типу дау, який затонув близько 830 року нашої ери приблизно в 1,5 км від узбережжя острова Белітунг в сучасній Індонезії.
- Бенава або банава — тип вітрильного океанського корабля, що використовувався в султанаті Гова з південно-західного Сулавесі в сучасній Індонезії.
- Берлина, берлинка — тип річкового вантажного судна, з гострим носом, що виступає над кормою, і однією щоглою.
- Бермудський шлюп — багатозначний термін:
  - Бермудський шлюп — історичний вид однощоглового корабля XVII—XIX століть, поширеного на Бермудських островах. Первісно мав гафельне, пізніше — бермудське вітрильне озброєння;
  - Бермудський шлюп — тип однощоглового судна з бермудським вітрильним озброєнням, часто зустрічається в яхт.
- Бідук, бідо — індонезійський вітрильний човен з поплавками вздовж обох бортів.
- Біландер — тип двощоглового торгового вітрильного судна з арабським гротом та прямими фоком і марселями.
- Біллібой — вітрильне судно XVIII — першої половини XX століття для каботажного плавання в прибережних водах Великої Британії.
- Біляна — дерев'яна нефарбована плоскодонна барка, що використовувалася для сплаву лісу по річках Волзі і Камі в XIX — початку XX століття.
- Бін-кода (від англ. beancod) — запозичена з англійської назва невеликого португальського рибальського і лоцманського судна, використовуваного на річках і в естуаріях.
- Бірема, грецька назва дієра — античний гребний військовий корабель з двома рядами весел.
- Бірдин — невеликий тип корабля вікінгів, який використовувався для транспортування вантажів уздовж узбережжя, менший за кнор і карв.
- Біскін — французьке дво-або трищоглове вітрильне судно, що застосовувалося на північному узбережжі Бретані.
- Блазер — нідерландське рибальське вітрильне судно другої половини XIX — початку XX століття.
- Блекінгсека — шведський безпалубний однощогловий вітрильний рибальський човен.
- Блокадопроривач — корабель або торгове судно, що здійснює навмисний вхід у блокований район або вихід з нього з метою надання військової або економічної допомоги державі, що зазнала блокади, або в інших цілях, що порушують режим блокади.
- Блокшив — корпус роззброєного судна, пристосований для житла, зберігання запасів тощо.
- Бово — сицилійське півторащоглове судно з гострими носом і кормою, що застосовувалося до кінця XIX століття.
- Боєр[de] — невелике вітрильне судно з 1-2 щоглами, поширене в Нідерландах, Фландрії, Швеції.
- Бойовий катер — збірний термін, що вживається щодо бойових кораблів малої водотоннажності (катерів), призначених для виконання бойових завдань, як правило, в прибережних водах.
- Болді — англійське вітрильно-моторне судно для глибоководного лову оселедця.
- Боліндер — назва малотоннажних суден, що використовують суднові двотактні двигуни шведської фірми «Боліндер».
- Бомбарда — італійське вітрильне плоскодонне торгове судно середини XIX століття.
- Бомбардирський катер — невелике вітрильно-гребне судно, що призначалося для обстрілу берегових укріплень і приморських фортець, а також суден противника.
- Бомбардирський корабель — вітрильний двощогловий корабель, озброєний 12-14 гарматами великого калібру або 2-4 мортирами. Використовувався для бомбардування фортець і портів.
- Бомме — нідерландське плоскодонне судно XVII—XVIII століть для рибальства в мілководній акваторії.
- Бонанга, буанга — вітрильно-гребне судно піратів Малайського архіпелагу.
- Бонітера — іспанський двощогловий піввідкритий вітрильний човен з високим вигнутим носом і гострою кормою.
- Боробудурський корабель — вітрильне судно з подвійним аутригером з островів Південно-Східної Азії, зображене на барельєфах VIII століття в буддійському храмовому комплексі в Боробудурі на о. Ява.
- Бот — всяке невелике однощоглове судно водотоннажністю до 60 т, яке служить для перевезення значних вантажів та інших потреб. Боти бувають палубні для морських плавань, безпалубні для прибережного.
- Брандер — судно в добу вітрильного флоту, навантажене горючими та вибуховими речовинами, призначене для спалення ворожих кораблів.
- Бриг — двощоглове вітрильне судно XVIII—XIX ст.
- Бригантина, шхуна-бриг — морське вітрильне двощоглове судно із прямими вітрилами на передній щоглі (фок-щоглі) і косими вітрилами на задній (грот-щоглі).
- Бронекатер — легкий військовий корабель з бронюванням.
- Броненосець — див. Панцерник.
- Броненосець берегової оборони — див. Панцерник берегової оборони.
- Броненосний крейсер — Панцерний крейсер.
- Бронепалубний крейсер — поширений наприкінці XIX — початку XX століття тип крейсера, захист механізмів і гарматних погребів якого складався з броньової палуби.
- Бугі[en] — вітрильний човен, що використовується для ловлі устриць у районі Чесапікської затоки.
- Буксир — буксирне судно, призначене для буксирування інших суден.
- Буксироване судно — жилий або безлюдний плавзасіб півзануреного типу для океанографічних досліджень.
- Бункерувальне судно, бункерувальник, бункерувальна баржа — плавзасіб, призначений для бункерування суден.
- Буксирувальник воднолижний — катер для воднолижного спорту, який забезпечує рух спортсмена на водних лижах.
- Буксируваний підводний апарат — жилий або безлюдний прив'язний підводний апарат, рух якого здійснюється за допомогою буксирування.
- Буксир-штовхач — див. Штовхач.
- Бум — морське вітрильне судно типу дау середнього розміру, поширене в арабських країнах.
- Бурова платформа — споруда для буріння морського дна з метою ведення геологорозвідки і пошуку нафтових і газових родовищ.
- Бурова платформа на повітряній подушці — бурова платформа з комплексом обладнання на водотоннажному понтоні.
- Бурова установка на натягнутих зв'язках — різновид установок для підводного буріння, плавучість яких забезпечується натягнутими вертикальними якірними зв'язками.
- Бурове судно — судно технічного флоту, призначене для буріння пошуково-розвідувальних свердловин.
- Бус — термін, що має кілька значень:
  - Бус — велике середземноморське військово-торгове судно;
  - Бус — військовий корабель XVII століття для охорони рибальства в Північному морі і протоці Ла-Манш;
  - Бус — вітрильне риболовецьке двощоглове судно XVII—XIX століть для лову оселедця.

## В
- Ва'а — «човен», «каное» або «корабель» на самоанській, гавайській і таїтянській мовах
- Вадбот — промисловий човен, поширений на узбережжі Балтійського моря на початку XX століття.
- Важкий крейсер — підклас важкоозброєних швидкісних крейсерів, призначених для дії на далеких відстанях із метою порушення морських комунікацій противника, ведення морського бою у складі з'єднань, захисту своїх морських сполучень, забезпечення висадки морських десантів, постановки мінних загороджень та виконання інших завдань.
- Вака — тип каное, в минулому розповсюджений серед представників новозеландського народу маорі.
- Валап — традиційне океанське вітрильне каное з аутригером з Маршаллових островів, озброєне трикутним австронезійським вітрилом типу крабова клішня
- Вапоретто — маршрутний теплохід, головний вид громадського транспорту в острівній Венеції.
- Варнек — плашкоут, або вантажне судно з малою осадкою.
- Веджер-бот (від англ. wager boat, утвореного від wager — «парі» і boat — «човен») — гоночна двомісна шлюпка.
- Великий десантний корабель — клас десантних кораблів у Радянському ВМФ, у цілому, приблизно відповідав танкодесантним кораблям країн Заходу.
- Великий протичовновий корабель — клас кораблів радянського і російського військово-морських флотів, впроваджений 19 травня 1966 року.
- Великий ракетний корабель — підклас ракетних кораблів в радянській військово-морській класифікації.
- Велоамфібія — колісний велосипед, який, завдяки знімним поплавкам і водному рушію, може використовуватися на воді як водний велосипед.
- Вельбот — швидкохідна, відносно вузька, морехідна шлюпка з гострими носом і кормою і практично симетрична відносно міделя.
- Верейка, верея — тип невеликого вузького човна, традиційно використовувався в Англії для перевезення пасажирів через річки або в гавані.
- Верпувальне судно — історична назва допоміжних річкових суден, призначених для буксирування сплавних плотів вниз за течією.
- Вертольотоносець — різновид авіаносців, спеціально призначений для несення вертольотів.
- Верховий дощаник — річкове дерев'яне вітрильно-гребне судно з прямим рейковим вітрилом.
- Виновоз — наливне судно, танкер, призначений для перевезення продуктів винного виробництва — вина, спирту та іншої сировини. Щодо італійських вітрильних каботажних човнів для перевезення вина в бочках див. леудо.
- Військово-допоміжне судно — судно, яке не є військовим кораблем, але належить збройним силам або знаходиться під їх виключним контролем і має зовнішні розпізнавальні знаки державної належності.
- Військовий дрифтер — корабель, побудований за зразком рибальського дрифтера чи перероблений з нього для виконання військових завдань.
- Військовий корабель — юридичний термін, що означає судно, що належить Збройним силам будь-якої держави і відповідає критеріям, передбаченим Женевською конвенцією про відкрите море і Конвенцією ООН з морського права. У побуті, зазвичай, використовується термін «корабель», бо сам по собі він вже означає «військове судно» (одне зі значень).
- Військовий транспорт, військове транспортне судно — переобладнане або спеціально побудоване судно, призначене для перевезення військових частин і військового спорядження.
- Військовий траулер — судно, побудоване як рибальський траулер, але переобладнане для військово-морських сил.
- Вінджамер — тип швидкісних вітрильників кінця XIX — початку XX століття
- Віцина — вид вантажних вітрильних плоскодонних суден, які були поширені на річках Німані і Прип'яті в XIX столітті.
- Вовняний кліпер — кліпер, що використовувався в другій половині XIX століття для доставки вовни з Австралії в Європу. Багато які вовняні кліпери були доти чайними. Кожен рейс — це навколосвітня подорож. Стартувавши з Англії, вовняні кліпери спускалися до південного краю Африки, огинали мис Доброї Надії, перетинали Індійський океан. Завантажившись, вони огинали Австралію, перетинали Тихий океан, огинали мис Горн, а потім перетинали Атлантику по діагоналі, фінішуючи з вантажем там, де стартували. Поступово їх змінили вінджамери.
- Водний велосипед, аквапед, гідроцикл — невелике прогулянкове або спортивне судно, що приводиться в рух м'язовою силою за допомогою педального привода. Найчастіше являє собою катамаран з рамною конструкцією подібною велосипедній і педальним приводом на гребне колесо, рідше — на гребний гвинт.
- Водобронний міноносець — військовий корабель з низькою осадкою, здатний переходити в напівпідводне положення, проект якого був запропонований 1892 року.
- Водолазне судно — службово-допоміжне судно, оснащене водолазним комплексом і призначене для забезпечення водолазних робіт на глибині до 100 метрів.
- Водолазний дзвін — засіб транспортування водолазів у водолазному спорядженні на глибину до об'єкта робіт і назад.
- Водолазний підводний апарат — самохідний автономний населений підводний апарат, призначений для транспортування водолазів до місця робіт, виходу їх у море і повернення на борт.
- Вугільник, вуглевоз — тип судна спеціальної конструкції, призначений для перевезення вугілля насипом.

## Г
- Газовоз — судно для перевезення газів, передусім зріджених.
- Галеас — тип вітрильно-веслових військових кораблів, що розвинувся з галери.
- Галера — дерев'яне веслово-вітрильне військове судно.
- Галеон — великий багатопалубний вітрильний корабель XVI—XVIII століть з достатньо сильним артилерійським озброєнням, що використовувався як військове, так і торговельне судно.
- Галіот — багатозначний термін:
  - Галіот — гребний корабель, також відомий, як півгалера, з 17 ст. — гребний вітрильний корабель;
  - Галіот — тип голландського або німецького торговельного судна вантажопідйомністю від 20 до 400 тонн, подібний до кеча;
  - Галіот — французький бомбардирський корабель, який використовувався для обстрілу узбережжя.
- Галснейський човен — зшитий човен, виготовлений приблизно в 450 році н.е., один з найдавніших човнів, виявлених на території Норвегії
- Гандалоу[en] — плоскодонна баржа з латинським вітрилом, що використовувалася на річках американських штатів Мен і Нью-Гемпшир.
- Ганджа — вітрильне судно арабських купців для мореплавання по Перській затоці і вздовж східного узбережжя Африки, дуже схоже на багалу.
- Гарай — традиційний весельно-вітрильний військовий корабель з архіпелагу Сулу на Філіппінах, яке у XVIII та XIX століттях активно використовувалось піратами моро.
- Гардко́т (фр. garde-côte) — прибережне сторожове судно.
- Гарткоут — гребна шлюпка з невеликою гарматою на носі, що служила для охорони караванів на Волзі.
- Гекбот — вітрильне вантажне судно XVIII століття.
- Гексера, римська назва сексера, сексирема — античний шестипалубний бойовий корабель.
- Генсонський човен-довбанка — каное-довбанка бронзової доби (~1500 р. до н. е.), знайдене в кар'єрі будівельної компанії Хенсон в Шардлоу, в графстві Дербішир, Англія.
- Гідроавіаносець — клас військових кораблів, різновид авіаносців, що забезпечує групове базування гідролітаків з можливістю їх випуску в політ і прийому з води.
- Гічка — легка швидкохідна шлюпка, з транцевою кормою, 5—8 веслами.
- Гондола — традиційний венеціанський гребний човен.
- Гончак — тип річкового судна, що використовувався на Дніпрі.
- Гуарі — тип двощоглового судна з латинським вітрильним озброєнням, поширений у Середземномор'ї.
- Гукор — вітрильне двощоглове судно з широким носом і круглою кормою водотоннажністю 60—200 тонн.
- Гуффа — див. Куффа

## Д
- Дайв-бот — легке моторне судно, що використовується для транспортування аквалангістів до місця занурення.
- Дайса (мальт. dgħajsa) — традиційний човен для перевезення пасажирів (водне таксі) на о.Мальта.
- Далка — легкий дерев'яний зшитий човен індіанців чоно з островів архіпелагу Чилое на півдні Чилі, який використовувався в цьому регіоні індіанцями і європейцями до кінця XIX ст.
- Дамлупер — вантажне і пасажирське судно, поширене в XVII—XVIII століттях на річках і каналах Голландії.
- Данський бот — крите палубою однощоглове судно з 3 косими вітрилами, дуже повними обводами і лекальним баластом.
- Дау, доу, дхоу, дхау — загальна назва різних арабських суден з латинським вітрильним озброєнням.
- Дахабіє — різновид плоскодонних півторащоглових вітрильно-гребних суден, що використовувалися для вояжів по річці Ніл в 1820—1920 роках.
- Дебаркадер — плавучий причал, призначений для швартування та обслуговування кораблів і суден.
- Десантний човен — цільний, складаний або надувний висадковий засіб у вигляді судна або понтона.
- Десантний підводний човен — транспортний підводний човен, сконструйований для використовування як десантного корабля.
- Десантний вертольотоносець — десантний корабель, здатний вести висадку десанту за допомогою палубних вертольотів.
- Десантний катер — підклас бойових катерів у Військово-Морських Флотах і Військово-Морських силах багатьох країн.
- Десантний корабель — клас бойових кораблів, призначених для транспортування (перевезення, доставки) особового складу та військової техніки.
- Десантний корабель-док — десантний корабель, оснащений спеціальними док-камерами, в яких можуть перебувати до 10 десантних катерів.
- Джалібот, джальбот — традиційне арабське вітрильне дау невеликих розмірів з прямим вертикальним ахтерштевнем і пласкою транцевою кормою.
- Джерме — торгове судно, поширене в Східному Середземномор'ї і в дельті Нілу з XVI століття.
- Джонбот — відкритий плоскодонний човен зі спрощеними обводами і лінією борту.
- Джонг — тип багатощоглового вітрильного судна, використовуваний яванськими і малайськими моряками.
- Джонка — традиційне китайське вітрильне судно.
- Джуанга або джоанга — іспанський термін колоніальних часів, яким позначали великі традиційні військові весельно-вітрильні кораблі з аутрігерами мешканців Південно-Східної Азії різних конструкцій.
- Джункун — традиційний гребний човен-довбанка народності сама-баджау з островів Таві-Таві архіпелагу Сулу на Філіппінах.
- Дивізійний міноносець — підклас міноносців, що будувалися в 1886—1898 роках для німецького Імператорського флоту.
- Дингі — в загальному випадку маленька гребна або моторна шлюпка, тузик, довжиною близько 2—3 метрів, розрахована на 5—6 осіб.
- Дистанційно-керований підводний апарат — занурюваний під воду ненаселений підводний апарат, пристрій, що переміщається в товщі води і (або) по дну, і який керується з поверхні командою пілотів-техніків з борту надводного судна.
- Дієра — див. Бірема
- Днопоглиблювальне судно, днопоглиблювальний снаряд — спеціально обладнане судно (землечерпалка, скелеподрібнювач, землесосний снаряд тощо) для видалення ґрунту при проведенні днопоглиблювальних робіт.
- Добувальне судно — промислове судно, призначене для добування риби, молюсків, безхребетних, водоростей тощо.
- Добувально-переробне судно, добувально-обробне судно — промислове судно, яке крім лову здобичі (риби, молюсків, безхребетних тощо) забезпечує і її переробку в напівфабрикат.
- Довантажувальний дуб — вид суден, характерний для Чорного і Азовського морів, що застосовувався для транспортування вантажів на великі судна, що стоять на рейді.
- Довантажувальний дощаник — дерев'яне рейдове судно для підвезення вантажів на морські судна, що застосовувалося на Волзі в районі Астрахані.
- Довбанка — примітивний човен, виготовлений з цільного стовбура одного дерева шляхом видовбування його серцевини.
- Довгий корабель — військовий веслово-вітрильний корабель вікінгів, що мав видовжену вузьку конструкцію з співвідношенням довжини корабля до його ширини в межах від 5:1 до 7:1.з високо піднятими носом і кормою.
- Догер — вітрильне рибальське судно з гафельним озброєнням, що використовувалося в Північному морі біля Доггер-банки.
- Домшхоут — озерно-річкове вітрильне вантажне судно XVIII—XIX століть, яке застосовувалося в басейнах Ладозького й Онезького озер, а також на річці Волзі.
- Донний апарат — безлюдний прив'язний або автономний дистанційно керований самохідний підводний апарат.
- Доні — давньоіндійське й арабське судно типу дау з далеко виступаючим форштевнем.
- Допоміжне судно, допоміжне військове судно — див. Військово-допоміжне судно.
- Допоміжний крейсер — бойовий надводний корабель, який створюються у воєнний час з швидкохідного торговельного судна, або пасажирського лайнера, оснащений корабельним озброєнням, з метою застосування в ході воєнних дій на морі.
- Дорі — морський гребний рибальський човен, поширений на Атлантичному узбережжі Північної Америки.
- Дощаник — плоскодонне несамохідне дерев'яне річкове судно невеликого розміру з палубою (або півпалубою) і однією щоглою.
- Драга — комплексно-механізований гірничо-збагачувальний агрегат, що працює за принципом багатоковшового ланцюгового екскаватора, встановлений на плавучу платформу.
- Драгер — промислове судно невеликої водотоннажності для добування водоростей, молюсків тощо на мілководді драгою.
- Дракар — довгий корабель вікінгів, з штевнями, прикрашеними зображеннями драконів.
- Дредноут — загальна назва великих артилерійських кораблів на початку XX ст., водотоннажністю 18000 т і вище, з головним калібром гармат від 12 дюймів і більше.
- Дрейфуючий підводний апарат — жилий або безлюдний підводний апарат, здатний здійснювати плавання в підводному положенні під дією морських течій для збору наукової інформації.
- Дрифтер — рибальське судно, призначене для лову риби дрифтерними мережами.
- Дромон — швидкохідне вітрильно-гребне судно візантійського військово-морського флоту з V по XII століття.
- Дуб — вантажне вітрильне судно козаків для прибережного плавання.
- Дубель-шлюпка — гребне судно 2-ї половини XVIII століття, мало палубу, до 20 пар весел, знімну щоглу з прямими вітрилами, 7—15 гармат, 2—3 з них великого калібру.
- Дубівка — вітрильний рибальський човен для лову риби мережами, неводом або гачковою снастю.
- Дубок — парусно-гребний рибальський човен XV—XVI ст. зі шпринтовим (раніше прямим вітрилом).
- Дуврський човен — зшитий човен бронзової доби, знайдений у 1992 році в Дуврі, Англія біля узбережжя Ла-Маншу.
- Дуфунське каное — каное-довбанка віком біля 8 000 років, найстаріший виявлений в Африці човен.

## Е
- Екраноплан — високошвидкісний транспортний засіб, апарат, який летить у межах зони дії аеродинамічного екрану, відповідно на відносно низькій (до кількох метрів) висоті над поверхнею води, землі, або поверхні вкритої снігом або льодом.
- Електрохід — судно, рушій якого приводиться в дію електричним двигуном.
- Еннера — великий античний гребний військовий корабель, відомий з IV століття до н. е.
- Ескадрений міноносець, есмінець — клас багатоцільових бойових кораблів, призначених для знищення підводних човнів і надводних кораблів, боротьби з літальними апаратами, охорони своїх кораблів і транспорту в бою і при переході морем, встановлення мін.
- Ескортний авіаносець — клас військових кораблів, різновид малих авіаносців у ВМФ Великої Британії і ВМС США, а також в Імперському флоті Японської імперії та ВПС її армії, призначений для боротьби з підводними човнами в ході супроводу конвоїв, підтримки десантних операцій, транспортування літаків.
- Єгипетський папірусний човен — давньоєгипетський корабель з папірусу, один з найдавніших у світі.
- Єгипетський торговий корабель — тип давньоєгипетського судна.

## Ж
- Жангада — вітрильне дерев'яне судно рибалок Північної Бразилії, що нагадує пліт.
- Живодний човен — невелике вітрильне судно, яке широко використовувалося в XVIII—XIX століттях в Каспійському морі і на річці Волзі для рибальського промислу.

## З
- Залізобетонне судно — судно, в якому використовується бетон і залізобетон як основний матеріал для побудови корпусу.
- Зшите судно — тип дерев'яного судна, обшивка корпусу якого скріплюється між собою шляхом зшивання або зв'язування мотузками, зазвичай виготовленими з природних матеріалів рослинного (волокна, коріння чи гілки) або тваринного (сухожилля чи паси шкіри) походження.

## І
- Ітаомаціп — традиційні зшиті човни, що будувались айнами на північних островах Японського архіпелагу і використовувались для плавань по внутрішнім водоймам і у відкритому океані

- Йол — термін, що має кілька значень:
  - Йол — невелике вітрильне двощоглове судно із далеко винесеною за корму бізань-щоглою;
  - Йол — малий вітрильно-гребний корабель російському військово-морському флоті кінця XVIII — початку XIX століття, озброєний 1—7 гарматами;
  - Йол — тип рибальського судна, поширений на півночі Шотландії.
- Йортспринзький човен — найдавніший човен, знайдений на півночі Європи. Використовувався давніми германцями і кельтами за 1000 років до винаходу довгих кораблів вікінгів.

## К
- Кааг (нід. kaag) — невелике однощоглове плоскодонне судно з малою осадкою, що застосовувалося в Нідерландах у XVIII—XIX століттях для прибережного і річкового плавання, рибної ловлі.
- Кабаліто-де-тотора — традиційні очеретяні гребні човни, які використовуються рибалками на тихоокеанському узбережжі Перу протягом останніх 3000 років.
- Кабельне судно, кабелеукладач — судно для прокладки, ремонту та обслуговування морських і океанічних ліній зв'язку та електропередачі.
- Каботажне судно — судно, що виконує каботажні перевезення.
- Каботьєр (від фр. cabotier) — невелике плоскодонне судно, що мало поширення наприкінці XIX століття. Спочатку каботьєри будувалися в провінції Нормандія.
- Кавасакі — японське плоскодонне рибальське судно зі знімною щоглою.
- Каїк (мальт. kajjik) — традиційний рибальський човен з острова Мальта, відомий з XVII століття.
- Какап — невеличкий річковий або прибережний морський човен, який використовувася для риболовлі в Малайзії, Індонезії та Брунеї
- Кальмароловне судно — промислове судно для добування кальмарів на гачкову снасть.
- Камара — грецька назва невеликого, вузького, легкого човна народів Східного Причорномор'я в давнину.
- Кам'яний корабель — тип поховання, поширений в Скандинавії, Північній Німеччині та країнах Балтії в період між 1000 роком до н. е. до 1000 року нашої ери
- Каное — безкільове веслове судно, для якого характерні веретеноподібна форма корпусу і спосіб веслування одним однолопатевим веслом.
- Канонерський човен — бойовий артилерійський корабель, призначений для ведення бойових дій у прибережних районах моря, на мілководді й на річках та озерах.
- Ка́пер — судно, що займалося каперством.
- Каравела — малий, швидкий, легкий вітрильник XV—XVI століть, переважно з латинським вітрильним озброєнням.
- Карака — велике торговельне або військове вітрильне трищоглове судно XVI—XVII століть.
- Каракоа — великі військові вітрильні кораблі з аутригерами з Філіппінського архіпелагу
- Караколой — вітрильно-гребне однощоглове судно XVII—XIX століття в Індонезії.
- Карамуса́л (від тур. kara — «чорний» і mursal — «посол») — турецьке вітрильно-гребне вантажне судно Середньовіччя, невелика каторга (галера), вузька і швидкохідна.
- Карв або карфі — невеликий тип довгого корабля вікінгів із широким корпусом, дещо схожий на скандинавський торговий корабель кнор.
- Каре́бе — 2—3-щоглове арабське вітрильне судно XIX століття. Застосовувалося для пасажирських і вантажних перевезень, рибної ловлі, розвантаження великих суден.
- Карповська довбанка — човен-довбанка доби пізньої бронзи приблизно 1000 р. до н. до н. е., який був виявлений у 2001 році на півдні Шотландії в Карпов-Бенк, поблизу Абернеті в естуарії річки Тей і був розкопаний і законсервований у 2006 році.
- Картоп-човен[en] — невеликий легкий човен, пристосований для транспортування на верхньому багажнику легкового автомобіля.
- Каско — плоскодонна баржа з тупими носом і кормою, поширена на Філіппінах.
- Катер — невелике легке судно (парове, моторне чи веслове) переважно для недалекого плавання. Історично — вітрильне однощоглове чи гребне судно (шлюпка) розміру меншого, ніж баркас.
- Каюк — плоскодонний рибальський човен довжиною не більше 3–4 м, оснащений 2 веслами.
- Каяк — вузький і довгий мисливський човен у народів півночі, у багатьох мовах цим словом називають спортивні байдарки.
- Квадрирема, грецька назва тертрера — античний гребний військовий корабель.
- Квалсунський корабель — веслове судно кінця VIII століття, виявлене у 1920 році в болоті біля села Квалсун на острові Налансея в муніципалітеті Герей, фюльке Мере-ог-Ромсдал поблизу Олесунна, Норвегія
- Квінквірема, кінкерема, грецька назва пентера — великий античний гребний військовий корабель.
- Келюлюс або калюлюс — тип історичного весельного човна, що використовувався на острові Ява та суміжних територіях в сучасній Індонезії.
- Кеч — тип двощоглового вітрильного судна, в якого задня щогла нижча за передню, але розташована попереду головки балера стерна (що відрізняє його від йола).
- Кирлангич — швидкісне морське вітрильно-гребне судно, мало 1—2 щогли з косими вітрилами.
- Кишеньковий лінкор — неофіційна назва важких крейсерів Крігсмаріне типу «Дойчланд» часів Другої світової війни.
- Кілектор — судно, зазвичай низькобортове однопалубне, з потужними вантажопідйомними пристроями для піднімання затонулих якорів, бонів, розчищення фарватеру та виконання інших портових робіт.
- Кіренійський корабель — грецьке торгове судно, що потонуло неподалік від міста Кіренія на Кіпрі наприкінці 4 століття до н. е. і було піднято на поверхню в 1970 році. На сьогоднішній день це єдине збережене судно елліністичної епохи Греції.
- Клас корабля — за західною класифікацією — серія близьких за конструкцією кораблів; класи називаються іменем головного/першого корабля серії.
- Клінкер — вузьке довге гребне судно для спортивних тренувань.
- Кліпер — швидке вантажне вітрильне судно з розвиненим прямим вітрильним оснащенням і стрімкими обводами корпусу.
- Кнор — один з видів торгово-транспортних кораблів вікінгів.
- Ког — середньовічне однощоглове палубне судно з високими бортами і міцним корпусом, оснащене прямим вітрилом площею 150—200 м². Використовувався як основний вантажний і військовий бойовий корабель Ганзи.
- Козачий дощаник — річкове вітрильно-гребне дерев'яне судно, характерне для пониззя Волги.
- Ком'яга — безщоглове річкове судно тоннажністю 30—70 т, мало прямокутний дерев'яний корпус, неглибоку посадку й обслуговувалося командою з 7—12 веслярів.
- Коноводне судно — тип річкового судна, що приводилося в рух установленим на ньому кінним приводом.
- Контейнеровоз, контейнерне судно — спеціалізоване суховантажне судно, призначене для перевезення вантажів у контейнерах.
- Корабель — узагальнювальний морський термін, який вживається паралельно з терміном «судно», але не повний його аналог.
- Кора-кора або коракора — традиційні великі каное з двома аутригерами з Молуккських островів (Островів прянощів) в Індонезії.
- Коракл — невеликий, легкий традиційний човен округлої форми, використовуваний у Британії і Ірландії.
- Корвет — клас багатоцільових військових кораблів ближньої морської зони, призначених для дозорної і конвойної служби, протичовнової і протиповітряної оборони військово-морських баз і пунктів базування.
- Котія — індійське вітрильне судно, відоме в арабських країнах під назвою ганджа.
- Коф, куф, кофа, куфа — невелике голландське вітрильне судно прибережного плавання XVI—XIX століть, зазвичай з вітрильним озброєнням кеча.
- Кохая — японський середньовічний малотоннажний військовий корабель, що використовувався в період Сенгоку і епоху Едо.
- Коч, коча, кочмара — морехідне поморське, дерев'яне, однощоглове, плоскодонне (сферичне), однопалубне промислове, вітрильно-гребне судно XI—XIX століть.
- Кочерма — турецьке вітрильне однощоглове каботажне судно XIX століття. Також було поширене у народів Північного Кавказу. Довжина до 15 м, ширина до 3,6 м. Додатково мало 6—8 весел.
- Кран плавучий — встановлений на понтоні кран для виконання робіт у морській чи річковій акваторії.
- Кранове судно — судно спеціальної побудови для навантаження, транспортування, вивантаження і установки великогабаритних блоків і забивання паль при будівництві стаціонарних морських нафтогазопромислових споруд.
- Крейсер — вид великих військових кораблів, призначений для знищення підводних човнів, надводних кораблів, забезпечення протиповітряного захисту, порушення морських шляхів ворога, ведення бою у складі з'єднань, захисту морських шляхів, забезпечення висадки десанту, постановки мін.
- Криголам — судно, що забезпечує навігацію в льодах.
- Кригоріз — див. Льодоріз.
- Круїзне судно — судно, що здійснює міжнародний рейс і перевозить пасажирів у рамках групової туристичної програми.
- Кулаз, кулас — рибальський човен, що був характерним для Каспійського моря і застосовувався для лову гачковою снастю.
- Кунгас — далекосхідне гребне судно з малою осадкою.
- Курага — рибальський гребний човен, поширений в Уельсі та Ірландії.
- Куренас — вітрильний дерев'яний рибальський плоскодонний човен, що використовувався в Куршській Затоці до другої половини XX століття.
- Кусовий човен — історична назва рибальських вітрильних суден, характерних для Каспійського моря.
- Куттер — найменше однощоглове судно для несення дозорної і посильної служби. Озброювалося 8—14 гарматами.
- Куффа, гуффа або хуффа  — історичний вид човна округлої форми (типу коракл), що традиційно використовувався в Межиріччі на річках Тигр і Євфрат від часів Месопотамії до 1970-х років XX століття.

## Л
- Лайба — місцева назва дерев'яних вітрильних суден Балтійського басейну з однією або двома щоглами для перевезення нетермінових вантажів.
- Лайнер — судно, як правило, пасажирське, яке здійснює рейси для доставки комерційного завантаження з порту відправлення за порту призначення за заздалегідь оголошеним розкладом.
- Лакана — традиційне малагасійське вітрильне каное з одним аутригером, озброєне австронезійським чотирикутним «подвійним шпринтовим вітрилом».
- Лакатой — вітрильне судно для прибережного плавання, яке застосовувалося папуасами Нової Гвінеї.
- Ланкаран — тип вітрильно-весельного судна, який широко використовувався на островах Південно-Східної Азії.
- Ланонг — великий вітрильно-весельний військовий корабель з аутригерами, який використовувався філіппінськими народами іранун та бангінгі (піратами моро) з середини XVIII до початку XIX століття для піратства та рейдерських набігів на узбережжя для захоплення рабів
- Лансон — одно- або двощоглове вітрильно-гребне промислове або каботажне судно, поширене в чорноморських країнах у XVIII—XIX століттях.
- Ластові судна — малі судна, що забезпечують базування великих військових суден.
- Легкий авіаносець — підклас авіаносців, що відрізняються від багатоцільових авіаносців зменшеними розмірами і обмеженими бойовими можливостями.
- Легкий крейсер — бойовий надводний корабель, підклас крейсерів, що з'явився на початку XX століття.
- Лібурна — військове судно Стародавнього Риму, поширене з часів ранньої Імперії.
- Лідер ескадрених міноносців — підклас торпедно-артилерійських кораблів, що існував у Військово-Морських силах ряду країн у першій половині XX століття.
- Лінійний корабель — термін, що має кілька значень:
  - Лінійний корабель — великий, зазвичай трипалубний трищогловий корабель вітрильного флоту з прямим вітрильним озброєнням, який призначений для артилерійського бою з такими ж кораблями в строю кільватеру;
  - Лінійний корабель, лінкор — великий броньований військовий корабель з головною батареєю, що складається з артилерії великих калібрів.
- Лінійний крейсер — клас артилерійських кораблів з озброєнням, близьким до лінкорів, але з більшою швидкістю ходу при легшому бронюванні.
- Лісовоз — суховантаж, призначений для транспортування лісоматеріалів.
- Лістер-бот — відкритий вітрильно-гребний човен, призначений для рибальства мережами і близький за типом до палубних шлюпок.
- Ліхтер — різновид баржі, вантажне несамохідне безекіпажне однотрюмне морське судно з водонепроникним люковим закриттям.
- Ліхтеровоз (баржевоз) — судно, що перевозить вантаж у ліхтерах (баржах).
- Ловецьке судно — збірна назва різноманітних дрібних гребних, вітрильних або моторних суден, використовуваних для лову і морського промислу.
- Лодія — морське та річкове судно давніх слов'ян.
- Лорча — судно з європейським корпусом і джонковими вітрилами, що було поширене в країнах Південно-Східної Азії.
- Лоцманське судно — службово-допоміжне судно, призначене для оперативного лоцманського обслуговування транспортних суден у портах.
- Лоцмейстерське судно — судно допоміжного призначення для робіт з огородження водних шляхів; належить до суден технічного флоту.
- Льодоріз — клас морських суден льодового плавання, що існував наприкінці XIX — початку XX століття.
- Льодянка — маломірний гребний човен північних районів Росії, днище якого посилювалося полозами зі смугового заліза, що уможливлювало перетягати його на лямках по льоді.
- Луццу — традиційний рибальський човен мальтійців.
- Люгер — невелике трищоглове військове судно першої половини XIX ст. з озброєнням 10-16 гармат. Застосовувалися для посильної служби.

## М
- Магазин — плавучий склад.
- Магона, магуна — клас турецьких малотоннажних плоскодонних суден, поширених в XVIII—XIX століттях на кавказькому узбережжі Чорного моря і призначених для каботажного плавання.
- Маломірне судно — це судно, довжина якого не повинна перевищувати 20 метрів і загальна кількість людей на якому не повинна перевищувати дванадцяти.
- Малий десантний корабель — клас десантних кораблів у військово-морському флоті СРСР і Росії.
- Малий крейсер — клас кораблів в німецьких Імператорських ВМС і австро-угорському Цісарсько-королівському військовому флоті, водотоннажністю до 5500 тонн.
- Малий протичовновий корабель — підклас протичовнових кораблів за радянською військово-морською класифікацією.
- Малий ракетний корабель — підклас ракетних кораблів у радянській військово-морській класифікації.
- Мановар — розмовна назва великих військових кораблів, які існували в британському флоті у XVI—XIX ст.
- Марсильяна — історична назва легких вітрильно-гребних суден середнього розміру, які були поширені в країнах Європи в XIII—XVI століттях.
- Машуф — традиційний довгий і вузький човен болотних арабів, що використовується в болотах Месопотамії.
- Мисливець за підводними човнами — малий бойовий корабель, призначений для пошуку і знищення підводних човнів при несенні вартової служби чи охороні транспортних суден і кораблів.
- Мінний катер — мале парове судно, забезпечене торпедним (мінним) апаратом або іншими видами мінної зброї.
- Мінний загороджувач — спеціалізований військовий корабель або літальний апарат, призначений для постановки мінних загороджень.
- Мінний крейсер — різновид малого крейсера в німецьких Імператорських ВМС і австро-угорському Цісарсько-королівському військовому флоті.
- Мінний пароплав — озброєний жердинними мінами великий бойовий корабель, що відрізняється від мінних катерів, міноносок і морехідних міноносців свого часу істотно великими водотоннажністю і морехідністю.
- Мінний транспорт — великий корабель, основним/одним з основних призначень якого є доставка на борту в район операцій групи мінних або торпедних катерів.
- Міноносець — надводний морехідний корабель невеликої водотоннажності, основним озброєнням якого є торпедне.
- Міноноска — спеціальне мінне судно водотоннажністю від 20 до 100 тонн, основним озброєнням якого є міни або торпеди.
- Містико — середземноморське дво- або трищоглове вітрильне транспортне судно XVIII—XIX століть для каботажного і прибережного мореплавства.
- Могельницька довбанка — дубовий човен-довбанка, що датується кінцем III століття до нашої ери, часами кельтської колонізації Моравії
- Мокоро — традиційне каное-довбанка, що використовується місцевим населенням у дельті Окаванго та на річці Квандо в Ботсвані.
- Монера — див. Унірема.
- Монітор — тип низькобортного броненосного артилерійського корабля, переважно прибережної дії або призначеного для внутрішніх вод.
- Морський каяк — різновид каяка або байдарки, пристосований для водного туризму на морі.
- Мотига — історична назва невеликих вітрильних вантажних суден для прибережного мореплавання, які широко використовувалися на Азовському і Чорному морях.
- Моторний човен — маломірне судно, обладнане підвісним мотором.
- Мтепе — традиційний однощогловий вітрильний корабель народності суахілі, що використовувався торговим судном на східноафриканському узбережжі Суахілі і прилеглих островах до початку XX ст.
- Мтумбві — традиційне каное-довбанка народності суахілі, що широко використовується місцевим населенням на о. Занзібар та на узбережжі материкової Танзанії та Кенії.
- Мулета — традиційний рибацький човен у південно-західній Португалії.

## Н
- Навчальний корабель — спеціально побудований або переобладнаний корабель, який використовується переважно для підготовки курсантів військово-морських навчальних закладів і фахівців флоту.
- Надводний корабель — узагальнювальна назва для багатьох типів військових кораблів, що мають власне озброєння і здатні вести військові (бойові) дії на поверхні води в океанах, морях, річках тощо.
- Надувний рятувальний пліт — надувний колективний рятувальний засіб.
- Насад — річкове плоскодонне, безпалубне судно з високими набитими бортами, з невеликою осадкою і критим вантажним трюмом.
- Нафтосміттєзбірник — спеціалізоване судно технічного флоту для усунення наслідків витоків нафтопродуктів у морське середовище і для збору плаваючого сміття з поверхні води.
- Нафторудовоз — морське або річкове вантажне судно, призначене для перевезення як наливних, так і насипних вантажів.
- Нафтовий танкер — торгове судно, призначене для перевезення нафти наливом.
- Науково-дослідне судно — морське або річкове судно комплексного або спеціального призначення, обладнане спеціальним устаткуванням для здійснення дослідницької роботи в акваторії та прибережній зоні морів і океанів, озер та річок.
- Нгалава — традиційний суахілійський вітрильний тримаран (каное з подвійним аутригером) з косим арабським чи латинським вітрилом.
- Неф — південноєвропейське, переважно характерне для Середземноморського басейну, дерев'яне торгове і військово-транспортне судно X—XVI століть.
- Нидамський човен — надзвичайно добре збережений морський гребний човен залізної доби, виготовлений близько 320 року н.е.
- Норфолкське Веррі — різновид вітрильних барж, які широко використовувалися на головних річках Суффолка і Норфолка.
- Нуаян-сюр-Сенська довбанка — каное-довбанка з часів мезоліту (вік близько 9000 років), який було знайдено в 1984 році в містечку Нуаян-сюр-Сен. Найстаріший відомий човен, зайдений на території Франції.
- Нурланський човен — тип рибальського човна, який використовувався протягом століть у північних графствах Нурланн, Трумс і Фіннмарк у Норвегії та отримав свою назву від графства Нурланн

## О
- Овонг — традиційні невеликі каное-довбанки, що використовуються народністю тболі на озерах острова Мінданао на Філіппінах.
- Океанографічне судно — судно для проведення океанографічних досліджень.
- Ост-індський корабель — вітрильний торговий корабель XVII — початку XIX ст., що належав Ост-Індській компанії, найчастіше Британській.
- Очеретяний човен — човен, корпус якого виготовлений з очерету чи подібних йому гнучких трав'янистих водяних рослин (рогозу, папірусу та інших осокових).

## П
- Паджала — традиційний безпалубний вітрильний човен з західного Південного Сулавесі, Індонезія.
- Падеваканг — традиційні човни, які використовували народності буги, мандари і макасари з Південного Сулавесі для далекихокеанських подорожей.
- Пакетбот — двощоглове вітрильне судно для перевезення пошти та несення посильної служби. Водотоннажність 200—400 т, озброєння від 12 до 16 гармат.
- Пакет-судно — судно, призначене для поштово-пасажирсько-вантажних перевезень як у мирний час, так і у воєнний час.
- Панцерний крейсер, броненосний крейсер — клас крейсерів, що існував у другій половині XIX — початку XX століть.
- Панцерник, панцирник, броненосець — тип військового корабля, що несе захист з товстих броньових плит.
- Панцерник берегової оборони — клас панцерних кораблів, призначених для ведення бойових дій в прибережних районах, включаючи підтримку сухопутних військ, обстріл берегових укріплень, оборону гаваней.
- Парова панцерна батарея, парова броненосна батарея — див. Батарейний панцерник.
- Паровий фрегат — військовий корабель перехідного періоду від вітрильного до парового флоту, що мав рушієм вітрила і парову машину.
- Пароплав — судно, що приводиться в рух паровою машиною або паровою турбіною.
- Паташ — історична назва невеликих вітрильних шлюпів, які з'явилися в кінці XVI століття в Іспанії.
- Патрульний катер — катер для патрулювання прибережної зони, судноплавних річок та інших водних шляхів, охорони державного кордону, несення сторожової і дозорної служби в прибережній зоні.
- Пенджаджап або панджаява — традиційний вітрильний військовий корабель з аутригерними, який використовувався кількома австронезійськими народностями з острівної Південно-Східної Азії, зокрема в сучасних Індонезії, південних Філіппінах, Малайзії та Брунеї
- Пеніш — поширений насамперед у Бельгії, Нідерландах та Франції тип вантажного річкового судна.
- Пенішет — невелике річкове моторне судно для туризму (катер), може також використовуватися як житло.
- Пентамаран — судно з п'ятьма з'єднаними у верхній частині паралельними корпусами.
- Пентеконтера, пентеконтор — давньогрецька галера, відкрита, без палуби (катастроми).
- Пентера — див. Квінквірема.
- Перама — малорозмірне вітрильне транспортне судно, характерне для Середземномор'я.
- Північні судна — клас малих однощоглових вітрильно-гребних суден, що використовувалися у складі Балтійського флоту Російської імперії наприкінці XVIII і початку XIX століть для транспортування військ і буксирування інших суден у шхерах. За розміром такі судна посідали проміжне положення між ботами і баркасами.
- Півторащоглове судно — судно з грот-щоглою і низькою бізань-щоглою (йол, кеч).
- Підводний човен, субмарина — різновид кораблів, найчастіше військових, які здатні занурюватись під воду і тривалий час перебувати у підводному положенні.
- Підводний мінний загороджувач — підводний човен, основним призначенням якого є установка морських мін.
- Підчалок — різновид вітрильно-гребних однощоглових човнів, що отримав поширення на Каспійському морі для рибного промислу гачковою снастю або мережами.
- Пінас — багатозначний термін:
  - Пінас — тип вітрильного трищоглового корабля XVI—XVIII ст., поширений на Балтійському і Карибському морях, у Південно-Східній Азії;
  - Пінас — шлюпка, що використовувалася на британському військовому флоті, довжиною 8,5—9,7 м. Пересувалася під вітрилами і на веслах, у XIX—XX столітті пінаси обладнували також паровими двигунами.
- Пінк, пінка — вітрильне комерційне судно в Північній Європі місткістю близько 200 т. У XVIII столітті використовувалося як військове судно на Балтійському морі.
- Пірога — узвичаєна назва човнів екзотичних народів.
- Пітер-бот — вітрильний або гребний човен, споряджений криницею-садком для риби, що використовувався рибалками на Темзі.
- Плавуча база — рейдове судно забезпечення, призначене для забезпечення базування з'єднань військових кораблів, переважно, у пунктах базування, рідше в морі.
- Плавуча база підводних човнів — клас рейдових суден забезпечення, призначений для обслуговування підводних човнів в місцях базування і для поповнення їх запасів.
- Плавуча батарея — історичний термін, що позначав у XIX столітті буксироване судно або самохідне судно, озброєне артилерією. Призначалися для оборони військово-морських баз і кораблів на рейді, а також вогневої підтримки військ, що діяли на узбережжі.
- Плавуча в'язниця — судно (корабель), пристосоване для утримання, рідше транспортування, ув'язнених.
- Плавуча казарма — рейдове судно забезпечення, призначене для розміщення екіпажів кораблів, які не мають достатніх умов для безперервного проживання на борту.
- Плавуча майстерня — судно забезпечення, призначене для ремонту кораблів і суден, їх озброєння і технічних засобів в районах, віддалених від основних пунктів базування.
- Плашкоут — плоскодонна барка з високими бортами; вживалася для проміжних опор наплавних мостів. Плашкоутні мости зручні тим, що їх у будь-який момент можна відвести в сторони, щоб звільнити частину або всю ширину річки.
- Пліт — конструкція для плавання, зі зв'язаних разом колод або стебел очерету, скручених у пучки.
- Плоскодонне судно[en] — судно з малою осадкою і двоскуловим корпусом, яке придатне для використовування на мілких акваторіях.
- Покет-крузер (англ. pocket cruiser — «кишеньковий крейсер») — невелике вітрильне судно, довжиною до 9 м, призначене для відпочивальних подорожей і перегонів[2].
- Полакка, полакра, полакр — тип трищоглового вітрильного судна середніх розмірів, поширений у Середземному морі в XVI—XIX століттях.
- Понтон — плавуча споруда для підтримки на воді різних пристроїв за рахунок власного запасу плавучості.
- Поплавкове судно — судно з підводним корпусом, що утримується на плаву надводними поплавками. Відрізняється стійкістю до сильного хвилювання.
- Поповка — тип броненосців берегової оборони, круглий у плані.
- Пором — плавзасіб, що використовується для перевезення пасажирів і транспортних засобів між двома берегами водної перешкоди.
- Поховальний корабель або поховальний човен — поховання, в якому корабель або човен використовується як гробниця для розміщення померлих і поховальних дарів, або як частина самих поховальних дарів.
- Прам — плоскодонне артилерійське вітрильне судно XVIII ст. озброєння від 18 до 38 гармат застосовувалося для дій на мілководді, біля берегів і в річках проти фортець і берегових укріплень.
- Проа — двокорпусне судно, що складається з більшого центрального корпусу і меншого додаткового («аутригера»).
- Прогулянкове судно — пасажирське судно місткістю не більше 12 осіб для відпочинку та розваги.
- Промірне судно — океанографічне або гідрографічне судно зі спеціальним гідроакустичним обладнанням для проведення промірних робіт.
- Проривач мінних загороджень — військове судно підвищеної живучості і непотоплюваності, що призначалося для забезпечення прориву кораблів, транспортних суден через мінні загородження шляхом знищення мін.
- Протичовновий авіаносець — авіаносець, призначення якого полягає в боротьбі з підводними човнами, здійснюваній за допомогою протичовнових літаків і вертольотів, що базуються на кораблі.
- Протичовновий корабель — надводний бойовий корабель, призначений для боротьби з підводними човнами противника.
- Протипожежне судно — спеціальне судно, призначене для гасіння пожеж на плавзасобах або на берегових об'єктах.

## Р
- Рабе́лу — традиційний однощогловий вітрильний човен, що використовується в басейні річки Дору на півночі Португалії як транспортне судно.
- Раньшина, ранщина, рончина, роншина, роньшина — різновид вітрильно-гребних суден, які застосовувалися в XI—XIX століттях на Російській Півночі для риболовного і звіробійного промислу у важких льодових умовах.
- Ракетний катер — клас швидкохідних військових кораблів, основним озброєнням яких є ракети різного спектру застосування.
- Ракетний крейсер — військовий корабель великої водотоннажності, який має універсальне призначення й озброєння, переважно, пускові установки керованих ракет.
- Рейдер — великий надводний військовий корабель або переобладнане комерційне судно, який поодинці або з малим супроводом під час війни займається порушенням ворожих комунікацій, топлячи транспортні і торгові судна.
- Рейдова баржа — баржа, призначена для коротких морських рейсів.
- Рефрижераторне судно, рефрижератор — вантажне судно спеціальної побудови, обладнане холодильними установками для перевезення швидкопсувних вантажів.
- Рибоконсервна плавуча база, консервна плавуча база — рибопромислове судно, призначене для прийому свіжовиловлених об'єктів промислу (риби, крабів, креветок тощо) і їх подальшої переробки в консервну продукцію і півфабрикати.
- Риболовне судно — судно, що використовується для промислу риби, китів, тюленів, моржів або інших живих ресурсів моря.
- Річкова баржа — несамохідне судно, призначене для перевезень вантажів по річках.
- Річковий канонерський човен — тип канонерського човна, пристосованого для річкових операцій.
- Річковий монітор — монітор з невеликою осадкою, призначений для бойових дій на річках та озерах.
- Річковий трамвай — річкове пасажирське судно невеликої водотоннажності, що працює в екскурсійному режимі або в режимі громадського транспорту в містах або на ближніх приміських маршрутах.
- Роз'їзне судно — службове судно, що використовується для сполучення із суднами в портовій акваторії або з окремими пунктами портової інфраструктури.
- Розшива — старовинне волзьке дерев'яне вітрильне судно, звичайно плоскодонне, з гострими носом і кормою.
- Ролкер — судно, на якому перевозять засоби колісної техніки і будь-які штучні вантажі, що завантажуються та вивантажуються через носові ворота за допомогою автонавантажувачів або спеціальних платформ з тягачами.
- Рудовоз[3] — суховантаж, призначений для перевезення руди насипом.
- Рятувальна шлюпка — невелике рятувальне безпалубне судно, твердий або надувний човен, призначені для збереження життя людей в умовах катастрофи у відкритому морі.
- Рятувальне судно — судно допоміжного призначення, що служить для допомоги суднам, що зазнають лиха, для підйому затонулих підводних човнів.

## С
- Салісіпан — довге та вузьке бойове каное народностей іранун і бангінгі (піратів моро) з архіпелагу Сулу на Філіппінських островах
- Самопідйомне судно — судно, обладнане (подібно самопідйомним платформам) спеціальними «ногами», що дозволяють йому впиратися в морське дно і підніматися на деяку висоту над рівнем моря для виконання робіт.
- Самохідна баржа — баржа з енергетичною установкою (двигуном), що забезпечує її рух.
- Самохідне судно — судно, що використовує власну силову установку для переміщення.
- Самбук — різновид дау середніх розмірів, що широко використовувався ловцями перлів та рибалками в Червоному морі, Перській затоці та на південному узбережжі Аравійського півострова до середини XX століття.
- Сампан — збірна назва для різного виду дощатих плоскодонних човнів, що ходять недалеко від берега і на річках Східної та Південно-Східної Азії.
- Сандек — тип балансирного вітрильника, який здавна використовувався рибалками народності мандар для морського промислу і як міжострівний морський транспортний засіб.
- Свійський човен — застаріла назва вітрильно-гребних човнів, поширених на Каспійському морі, зокрема, в околицях Астрахані.
- Сейнер — рибопромислове судно для вилову риби снюрреводом або кошелевим неводом.
- Сексера, сексирема — див. Гексера.
- Середній десантний корабель — різновид десантних кораблів Військово-морського флоту США, використовуваний під час Другої Світової війни.
- Скампавея — російська мала швидкохідна галера в XVIII столітті.
- Скейд — найбільший тип військових довгих кораблів вікінгів, що мав 20-40 пар весел та команду до 100 чоловік.
- Скіф — багатозначний термін:
  - Скіф, шкут — традиційний тип голландського маломірного вітрильного судна, який існує з XVI століття;
  - Скіф — відкрита шлюпка для катання і прогулянок, місцевого типу.
- Скуче — різновид тьялка, поширений у Фрисландії.
- Снаг-бот — північноамериканське судно для розчищення річкових фарватерів від підводних корчів.
- Сплавний катамаран — невелике, розбірне судно, використовуване у водному туризмі, що складається з двох, як правило, надувних корпусів, з'єднаних каркасом.
- Сторожовий катер — див. Патрульний катер.
- Сторожовий корабель — клас бойових надводних кораблів, призначених для несення дозорної служби та охорони.
- Струг — плоскодонне вітрильно-гребне судно XI—XII століть.
- Субмарина — див. Підводний човен
- Судно — узагальнювальний морський термін, який застосовується до усіх видів плавучих засобів.
- Судно забезпечення — див. Військово-допоміжне судно.
- Судно на кінній тязі — судно, що приводилося в рух упряжкою коней чи мулів, які йшли берегом річки чи каналу.
- Судно на підводних крилах — тип швидкісного судна з динамічним принципом підтримки, у якого під корпусом розташовані підводні крила.
- Судно на повітряній каверні — судно, що підтримується над опорною поверхнею (земною чи водною) на повітряній каверні.
- Судно на повітряній подушці — судно, яке підтримується над опорною поверхнею на стиснутому повітряному прошарку (подушці), що створюється судновими вентиляторами.
- Судно промислової розвідки — допоміжне судно морського цивільного флоту, основним завданням якого є пошук і спостереження за великими скупченнями об'єктів риболовного промислу.
- Супертанкер — надвеликий океанський танкер, водотоннажністю від 320 000 метричних тонн; використовується для перевезення сирої нафти з порту завантаження в місце перевантаження або безпосередньо на нафтопереробний завод.
- Суховантаж — вантажне судно річкового або морського базування, пристосоване для перевезення різних сухих, не наливних, вантажів насипом, спеціальних контейнерів міжнародного стандарту та інших вантажів.

## Т
- Танква — традиційний гребний очеретяний човен, поширений на високогірному озері Тана у північно-західній Ефіопії.
- Танкер — морське та річкове судно для транспортування нафти і нафтопродуктів наливом. Також танкери використовуються для перевезення газу.
- Тартан, тартана — середземноморське судно XVI—XIX з косим вітрильним озброєнням.
- Тваков — однощоглове судно з джонковим озброєнням, що широко використовувалося на річці Сингапур до кінця XIX століття[4].
- Тендер — термін, що має кілька значень:
  - Тендер — однощоглове судно допоміжного призначення, водотоннажністю в 50-60 т, озброєне 10-12 гарматами невеликого калібру.
  - Тендер — тип вітрильного оснащення з однією щоглою і косими вітрилами, які включають стаксель і клівер.
- Теплохід — морське або річкове судно, що рухається за допомогою двигунів внутрішнього згоряння.
- Тертрера — див. Квадрирема.
- Томол, томоло — традиційний гребний зшитий човен, що використовувався корінним населенням Америки на тихоокеанському узбережжі сучасної Каліфорнії в районі Санта-Барбари та Лос-Анджелесу
- Тонгканг — назва різноманітних типів човнів, які використовуються для перевезення товарів на річках і прибережних водах морських країн Південно-Східної Азії.
- Торговельне судно — судно цивільного флоту, що здійснює перевезення вантажів і пасажирів.
- Торпедний канонерський човен — різновид канонерського човна, озброєний торпедами і призначений для знищення міноносців.
- Торпедний катер — клас швидкохідного маломірного бойового корабля, основною зброєю якого є торпеда.
- Торпедний крейсер, у Російському імператорському флоті мінний крейсер — клас кораблів, головною зброєю яких були торпеди, він отримав розвиток у 1880-х роках.
- Торпедовоз — судно забезпечення ВМФ для доставки торпед на плавучі та берегові бази. Як торпедовози використовуються судна спеціальної побудови і переобладнані невеликі кораблі (судна). У 70-х рр. у ВМФ (ВМС) ряду країн функції торпедовозів стали виконувати транспортні судна озброєння.
- Торпедолов — судно забезпечення бойової підготовки ВМФ, призначене для пошуку, підйому з води на борт або буксирування використаних практичних торпед під час навчальних торпедних атак, а також при стрільбі на торпедо-пристрілювальних станціях.
- Тральщик — військовий корабель спеціального призначення, головним завданням якого є пошук, виявлення та знищення морських мін, а також проведення кораблів і суден за тралами через мінні загородження.
- Траулер — промислове риболовецьке судно, що призначене для лову риби та інших об'єктів тралом.
- Требака — середземноморське вітрильне судно, мало 2 щогли з косими вітрилами.
- Тріаконтор — давньогрецьке одноярусне безпалубне гребне судно на 30 веслярів.
- Турбохід — різновид пароплава і теплохода, судно, що урухомлюється паровою або газовою турбіною.
- Турума — тип судна в шведському флоті XVIII століття, підклас шхерних фрегатів
- Тьялк — голландський тип вантажних вітрильних суден для прибережного і річкового плавання.

## У
- Удема — тип вітрильного-гребного військового корабля, використовуваного на шведському шхерному флоті.
- Уміак — один з видів традиційного човна в ескімосів.
- Універсальний десантний корабель — підклас десантних кораблів, які спроможні як здійснювати висадку морського десанту, так і забезпечувати його повітряну підтримку.
- Унірема, грецька назва монера — античний гребний військовий корабель з одним рядом весел.
- Урка — тип старовинного вітрильного судна, винайдений в Іспанії, що використовувався до XIX століття.
- Ушкуй — історична назва новгородських плоскодонних річкових суден, відомих приблизно з XIII по XV століття.

## Ф
- Фарінг — традиційний скандинавський невеликий весловий човен, довжиною приблизно 5–6 м. Використовується
- Фелюга, фелюка — невелике безпалубне вітрильне судно на Середземному, Чорному й Каспійському морях.
- Феррібські човни — зшиті човни бронзової доби (XXI—XVII ст. до н. е.), найдавніші збудовані з дошок човни, знайдені в Європі.
- Фінікійська бірема — гребний військовий корабель з двома рядами весел, використовуваний фінікійцями.
- Флейт, флейта — тип голландського вітрильного судна XVI—XVIII століть.
- Флібот[en] — легке вантажне судно нідерландського походження, яке використовувалося в XVI—XVII століттях.
- Форпостенбот — німецький сторожовий корабель, який застосовувався під час Світових війн поблизу узбереж насамперед для патрулювання, супроводу конвоїв та у морських боях.
- Фуста — вузький, легкий і швидкий корабель галерного типу з малою осадкою, що використовувався в XV—XVI століттях у Середземномор'ї.

## Х
- Хедебю-1 — довгий корабель вікінгів, знайдений в порту Хедебю (сучасний Шлезвіг-Гольштейні в Німеччині) в 1979 році.

## Ц
- Цементовоз — вантажне судно, призначене для перевезення безтарного цементу.
- Цивільне судно — судно цивільного флоту (транспортне, промислове, науково-дослідне, навчальне, спеціальне).

## Ч
- Чайка — безпалубний човен запорізьких козаків XVI—XVII ст. у вигляді великої довбанки, по бортах обшитої дошками.
- Чайний кліпер — різновид кліпера, що використовувався в середині XIX століття для перевезень чаю (зокрема для участі в «чайних перегонах»).
- Чиребонський корабель — корабель, збудований в Південно-Східній Азії в кінці IX—X столітті і виявлений в 2003 році в Яванському морі біля міста Чиребон на острові Ява, Індонезія
- Човен — мале, зазвичай безпалубне, веслове, вітрильне чи моторне судно, призначене для пересування по річках, озерах та в прибережних морських водах.

## Ш
- Шаланда — невелике судно типу баржі, призначене для навантаження чи розвантаження суден на рейді, перевезення ґрунту.
- Шас-маре — історична назва французьких дво-або трищоглових вітрильних суден, які застосовувалися для прибережного плавання і рибальства.
- Шебека — термін, що має кілька значень:
  - Шебека — невелике парусно-гребне судно з косими вітрилами, яке застосовували в середні віки на Середземному морі;
  - Шебека — гребний корабель 2-ї половини XVIII століття, введений на заміну галерам при діях в прибережних водах.
- Шинанський корабель — китайський корабель XIV століття, який затонув біля Шинанських островів в сучасній провінції Південна Чолла у Південній Кореї приблизно в 1323 році та був виявлений у 1975 році
- Шитик — невелике судно, дошки якого були зшиті ременями або гужвою.
- Шлюп — багатозначний термін:
  - Шлюп — вітрильний бойовий корабель XVII — середини XIX ст. з рейтингом 20-24 гармат або нижче;
  - Шлюп — ескортний корабель у британському флоті XX ст., не призначений для дій у складі ескадри;
  - Шлюп — тип вітрильного озброєння.
- Шлюпка — загальна назва невеликого безпалубного судна, призначеного для транспортування особового складу й вантажів, а також для рятування людей на воді.
- Шкут, скіф — традиційний тип голландського маломірного вітрильного судна, який існує з XVI століття.
- Шнека, шнек, шняка — термін, що має кілька значень:
  - Шнека — судно скандинавських народів XII—XIV століть, схоже на довгий корабель, але менших розмірів;
  - Шнека — поморсько-новгородське вітрильно-гребне рибальське судно XI—XIX століть.
- Шнява — невелике торгове або військове двощоглове судно з прямими вітрилами, розповсюджене в XVII—XVIII ст. у скандинавських країнах.
- Шпитальне судно, госпітальне судно — судно, що виконує службу плавучого шпиталю.
- Штовхач, буксир-штовхач — буксирне судно, пристосоване для водіння несамохідних плавзасобів та плавучих споруд попереду себе штовханням.
- Штральзундзькі човни-довбанки — човни з періоду мезоліту (~5000 рр до н.е), найстаріші судна, будь-коли знайдені у Німеччині. Втрачені внаслідок неналежного зберігання.
- Шуї, шуві — традиційне однощоглове дау невеликих розмірів з низько нахиленим ахтерштевнем і характерними «крилами» над високо піднятою похилою кормою.
- Шхербот — невелике мілкосидяче вітрильно-гребне судно для плавання і військових дій у шхерах.
- Шхерний монітор — військовий морський корабель, призначений для дій на морському мілководді і гирлах річок поблизу від берега. Відрізняється малою осадкою, добрим броньовим захистом і наявністю великокаліберної артилерії (від 100 мм, і вище). Застосовується для придушення артилерійських берегових батарей, живої сили і техніки противника.
- Шхуна — тип вітрильного судна, що має не менше двох щогл із косими вітрилами, коли передня щогла нижча за наступну, або всі щогли однакові.
- Шхуна-бриг — первісно назва бригантини з повністю косим вітрильним озброєнням на грот-щоглі (на відміну від істинних бригантин, які мали прямі вітрила над косим гротом), пізніше терміни «бригантина» і «шхуна-бриг» не розрізнялися.
- Шхуна-барк — див. Баркентина

## Я
- Ял, ялбот — невелика шлюпка з однією, двома чи трьома парами весел.
- Ялик — маленький човен з 1-2 парами весел.
- Ярусолов, ярусник — риболовне судно, призначене для морського ярусного лову риби та інших гідробіонтів (наприклад, кальмарів і крабів).
- Яхта — вітрильне, моторне або вітрильно-моторне пасажирське судно, призначене для спортивних або туристських цілей.